# Месаме-Шамта
Месаме-Шамта (груз. მესამე შამთა) — село в Грузии, на территории Тетрицкаройского муниципалитета края (мхаре) Квемо-Картли.

## География
Село находится в юго-восточной части Грузии, на левом берегу реки Вере, на расстоянии приблизительно 18 километров (по прямой) к северо-северо-востоку от города Тетри-Цкаро, административного центра муниципалитета. Абсолютная высота — 1296 метров над уровнем моря.

## Население
По результатам официальной переписи населения 2014 года постоянное население в Месаме-Шамте отсутствовало.
| Год  | Население, человек |
| ---- | ------------------ |
| 2002 | 0                  |
| 2014 | 0                  |